# Ramiro (nombre)
Ramiro es un nombre de pila español de varón de origen germánico. Podría proceder del gótico "Ranamers", compuesto formado por "rana" (cuña) y "mers" (famoso, ilustre), por lo que significaría "Guerrero ilustre"· Otra teoría afirma provenir del gótico "Radamir", compuesto formado por "rada" (consejo), (compáresen otros nombres como "Conrado" o "Raúl"), y "mers" (famoso, ilustre); significando por lo tanto "Consejero famoso", "famoso en el consejo". Al ser un nombre de origen visigodo, es muy común en Hispanoamérica; junto a otros nombres godos populares como Fernando, Alfonso, Gonzalo o Froilán. También se popularizó por su uso en las casas reales españolas.
De este nombre también deriva el apellido patronímico Ramírez, también muy extendido a través de Hispanoamérica.

## Santoral
- San Ramiro de León, 13 de marzo.

## Diminutivo
Tiene varios diminutivos, tales como Ram, Rami y Ramirín.
- Datos: Q37263746
- Multimedia: Ramiro (surname) / Q37263746